# Léon Proudhon
Pour les articles homonymes, voir Proudhon.
Léon Proudhon (Chasnans, le 8 juin 1810 - Ornans, le 8 décembre 1887) est un homme politique français, qui fut maire de Besançon de 1867 à 1870.

## Biographie
Léon Proudhon est originaire de Chasnans dans le Haut-Doubs. Il entre dans la marine en 1826 et gravit les échelons, jusqu'à atteindre le grade de lieutenant de vaisseau le 30 avril 1840 et commander le 126e bâtiment de 90 canons iéna en Méditerranée au 1er janvier 1841. Démissionnaire, il devient adjoint de 1860 à 1867 puis maire de Besançon de 1867 à 1870 à la mort de Charles-César Clerc de Landresse le 31 août 1867. Réélu le 7 août 1870 il quitte ses fonctions le 4 septembre avec la proclamation de la République, alors que la ville s'engage dans la Commune de Besançon à partir de mars 1871. Il fut également conseiller général du canton de Besançon-Nord-Est de 1867 à 1871.